# Alchemilla marsica
Alchemilla marsica es una especie de planta del género Alchemilla, perteneciente a la familia Rosaceae.

## Taxonomía
Alchemilla marsica fue descrita por Robert Buser en 1911.

## Distribución
Se encuentra en el territorio de Italia.